# Hāna

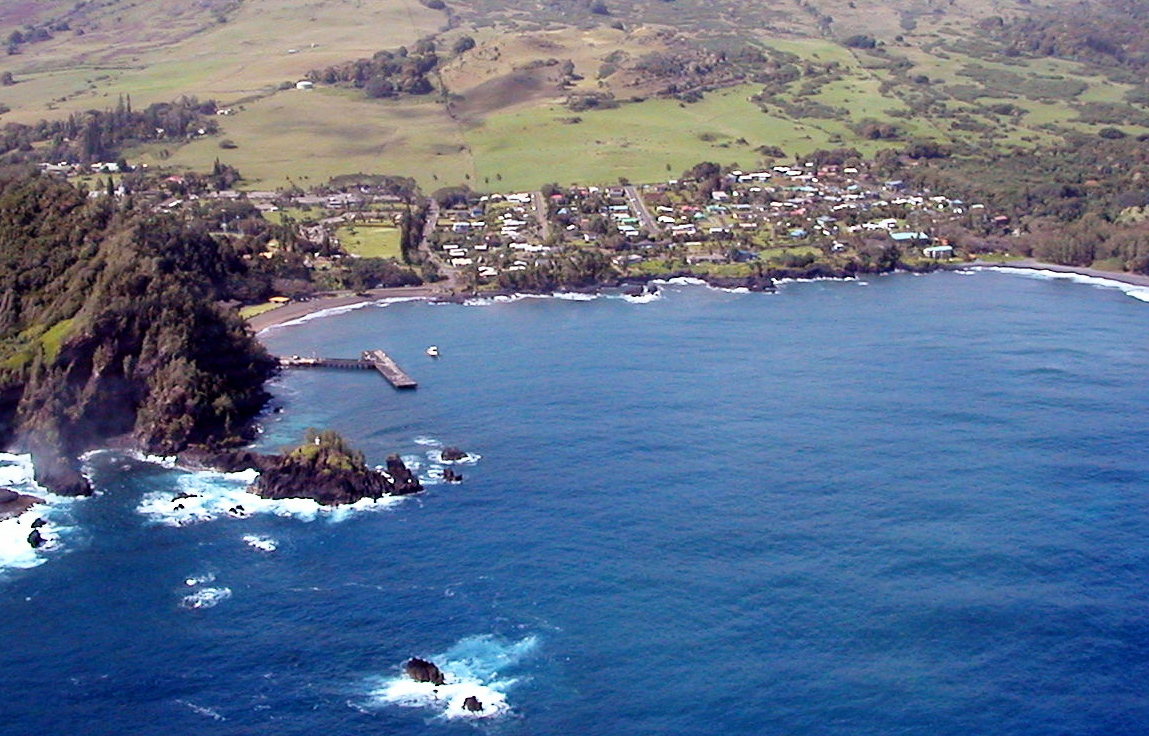
Luftbild von Hāna, 2006

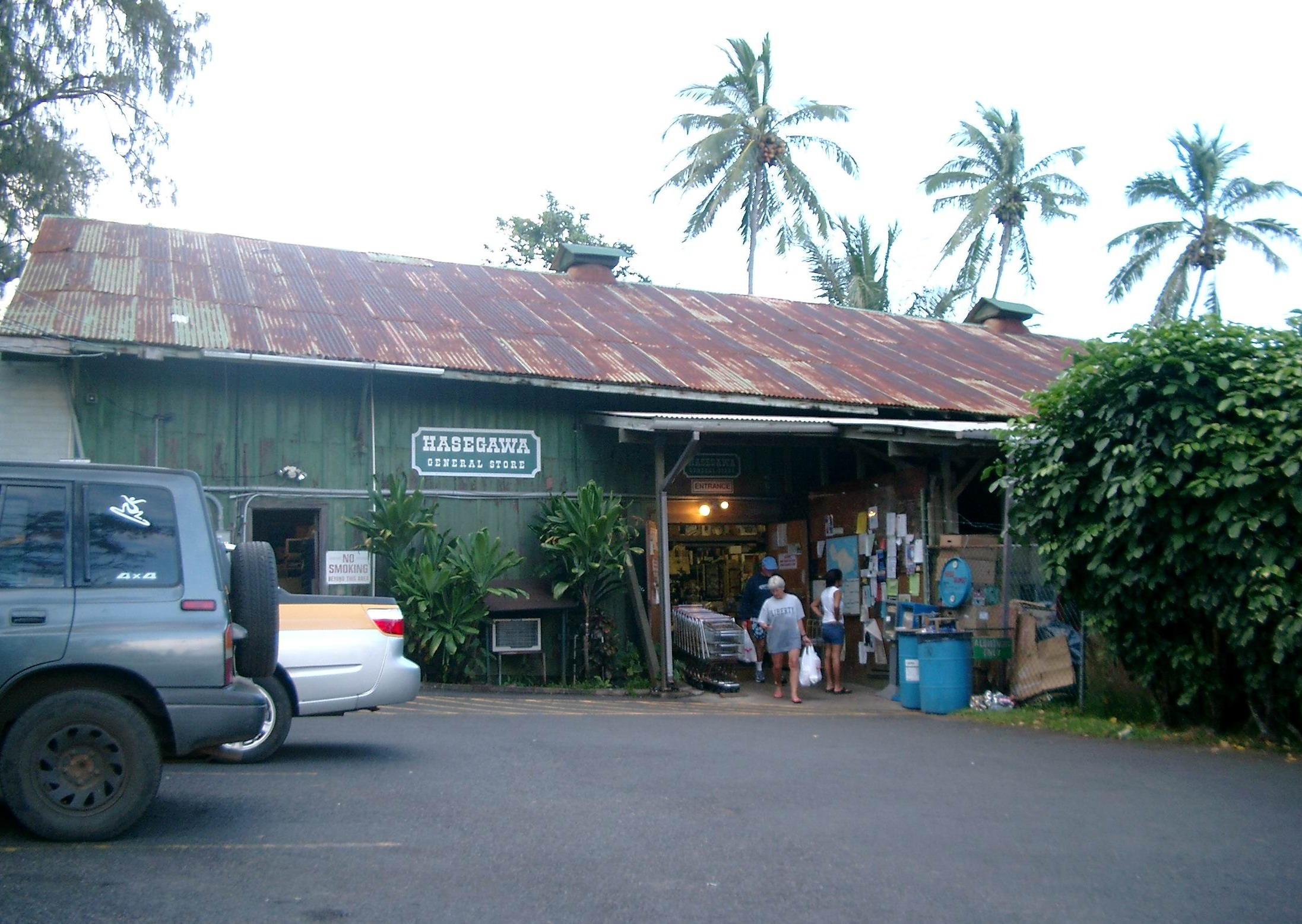
Der Hasegawa General Store in Hāna – das einzige Geschäft weit und breit (außer dem Hāna Ranch Store)

Hāna ist ein Ort im Osten von Maui im US-Bundesstaat Hawaii.
Das Städtchen ist nur über die sehr kurvenreiche Küstenstraße Road to Hāna (Highway 360) mit vielen schmalen Brücken erreichbar. Der Ort hat 1235 Einwohner (Stand: 2010) und eine Fläche von 9,0 km², wovon gut ein Drittel Wasser ist.
Königin Kaʻahumanu, die Lieblingsfrau König Kamehamehas I., wurde 1768 in Hāna geboren. Da Hāna immer ein Königssitz war, fanden dort oft blutige Schlachten statt. 
Der Hasegawa General Store wurde 1910 eröffnet und ist damit einer der ältesten privaten General Stores auf Maui. Er ist sogar in einem Lied verewigt:
„Upon the island of Maui, far away from Waikīkī, there is a place called Hāna that is heavenly,
and when you go there, you got to see the Hasegawa General Store“
(George Paoa Trio Live, Hula Records 1992)

## Persönlichkeiten
- Kris Kristofferson (1936–2024), Country-Musiker und Schauspieler, lebte von 1970 bis zu seinem Tod in Hāna[3]